# 아샤이만
아샤이만(Ashaiman)은 가나의 그레이터아크라주에 있는 아샤이만 구의 큰 마을이자 수도이다. 2021년 인구 조사에 따르면, 이 마을은 구와 함께 208,060명의 인구를 가지고 있다. 아샤이만에 거주하는 민족 집단은 가-아당베족, 가족, 관족, 하우사인, 판테족, 다곰바족, 에웨족, 아샨티족, 아쿠아펨족이다. 현재 마을의 만체는 니 아난 아조르이다.

## 어원
지역 신념에 따르면, 이 이름은 두 가어 단어에서 유래했는데, 마을을 세운 사람(이브라힘 니 아샤이)의 이름인 "아샤이(Ashai)"와 "마을"을 뜻하는 "망(Mang)"이다. 따라서 "아샤이만(Ashaiman)"으로 줄여 불린다.

## 역사
아샤이만은 니 아샤이가 테마에서 이주한 후에 설립되었다. 이 마을은 테마 등을 건설하던 불법 거주자들과 정부 토지를 점유하기 위해 이주한 다른 사람들에 의해 확장되었다.

## 인구 통계
인구의 대부분은 종교를 가지고 있으며 96.9%를 차지하고, 나머지 3.1%는 어떤 종교에도 소속되어 있지 않다. 마을의 가장 큰 종교는 기독교(약 80%), 이슬람(16.5%), 전통 종교(0.4%)이다.:29 아샤이만에 거주하는 주요 민족 집단은 가-아당베족, 가족, 관족, 하우사인, 판테족, 다곰바족, 에웨족, 아샨티족, 아쿠아펨족이다.:3

## 경제
마을의 가장 큰 경제 부문은 농업이며, 그 다음으로 제조업과 서비스가 뒤따른다.:4

## 문화
아샤이만은 가나의 다른 지역과 마찬가지로 최고 족장 또는 오만헤네를 가지고 있으며, 현재 최고 족장은 니 아난 아조르이다.

## 지리
아샤이만은 아샤이만 구에 위치하며, 총 면적은 45 제곱킬로미터 (17 mi2)이다. 이 지역은 북쪽과 동쪽으로는 코포네 카타만소 구와, 남쪽과 서쪽으로는 테마 대도시 구와 접해 있다.:4

### 기후
이 마을은 열대 사바나 기후(쾨펜의 기후 구분 Aw)를 가지며, 건기와 우기를 겪고 연중 기온이 높다. 연평균 강수량은 730 to 790 mm (2.40 to 2.59 ft) 범위이다. 우기는 일반적으로 4월부터 6월까지이며, 건기는 9월부터 11월까지이다.:1

## 인적 자원

### 건강
2024년 10월 3일, 관습 의료 접근성을 개선하기 위한 가나의 아젠다 111 프로젝트의 일환으로 아샤이만에 190개 병상 규모의 지역 병원이 건설될 것이라고 발표되었다. 이 프로젝트는 1,200만 달러의 예산을 가지고 있으며 2024년 말에 완공될 것으로 예상된다.

### 교육
마을에서 가장 잘 알려진 교육 기관은 아샤이만 고등학교이다. 이 학교는 1990년 9월 임시 국방 협의회에 의해 설립되었으며, 39명의 학생과 2명의 교사로 시작했다. 현재 이 학교는 약 1,400명의 학생과 104명의 교사가 있다. 이 학교에서 제공하는 과정으로는 일반 인문학, 일반 과학, 농업, 비즈니스 및 시각 예술이 있다.

## 같이 보기
- 가나의 철도역 목록